# تسمم قلبي
التسمم القلبي أو السمّية القلبية (بالإنجليزية: Cardiotoxicity)‏، هو حدوث خلل وظيفي في كهربية القلب أو تلف في العضلات القلبية. حيث يصبح القلب أضعف وليس لديه الكفاءة لضخ الدم وبالتالي ضعف الدورة الدموية. قد تكون السمية القلبية ناتجة عن العلاج الكيميائي، أو من مضاعفات النهام العصبي، أو من التأثيرات الضارة لاستهلاك المعادن الثقيلة، أو الأدوية الخاضعة لسوء الاستحدام مثل البوبيفاكايين.

## التشخيص
واحدة من الطرق للكشف عن سمية القلب في المراحل المبكرة عندما يكون هناك خلل وظيفي ثانوي هو عن طريق قياس التغيرات في وظيفة القلب باستخدام الإجهاد.

## روابط خارجية
- Chemocare.com